# Glücksbärchis (Care Bears)
Die  52-teilige Serie Glücksbärchis ist eine Neuverfassung der 62-teiligen Fernsehserie Die Glücksbärchis. Sie wurde in den USA  mit dem Titel Care Bears: Adventures in Care-a-lot von 2007 bis 2008 gesendet. In Deutschland wurde die Serie zum ersten Mal im KIKA im März 2009  ausgestrahlt. Die Glücksbärchis leben im Wolkenland. Sie versuchen stets, Grizzle, ein böses Bärchen, welches in einer verfallen Burg in den Wolken (Villa Rost) wohnt, daran zu hindern, das Wolkenland einzunehmen. Die Glücksbärchis nutzen außerdem moderne Technik wie Fotoapparate, Computer, Fernseher und Ähnliches. 

## Figuren und deren Beschreibung
- Amigobärchi - orange, männlich, 6 rote Herzen um einen roten Wirbel auf dem Bauch

- Brummbärchi - indigo, männlich, indigo Regenwolke auf dem Bauch

- Harmoniebärchi - violett, weiblich, bunte Blume mit Gesicht auf dem Bauch
- Hurrabärchi - dunkelpink, weiblich, Regenbogen auf dem Bauch
- Liebmichbärchi - rosa, weiblich, 2 rote Herzen auf dem Bauch
- Schlummerbärchi - blau, männlich, Mond und einem kleinen Stern auf dem Bauch

- Schmusebärchi - orange, männlich, großes rotes Herz auf dem Bauch

- Schraubenkopf - kleiner, brauner Roboter
- Sonnenscheinbärchi - gelb, männlich, Sonne auf dem Bauch
- Sympathiebärchi - blau, männlich, Pokal auf dem Bauch
- Teilegernbärchi - violett, weiblich, 2 Lutscher in Herzform auf dem Bauch
- Treuebärchi - pink, weiblich, rotes Herz und 6 bunte Pfeile auf den Bauch
- Überraschungsbärchi - dunkelviolett, weiblich, Spieldose und einem Stern auf dem Bauch
- Uupsibärchi - grün, männlich, erst ohne Bauchzeichen, danach mit einem großen 6-zackigen Stern auf dem Bauch

- Wunderherzbärchi - pink, weiblich, jüngstes Glücksbärchi, 3 Herzen auf dem Bauch

Alle Glücksbärchis haben zusätzlich kleine Herzchen auf der Nase, an den Handinnenflächen, Sohlen und einen auf der rechten Seite des Gesäßes. 

### Gegner der Glücksbärchis
- Grizzle - meist mies gelaunter, oranger (Glücks)bär

- Grünschnabel - kleiner, violetter Roboter, den Grizzle konstruiert hat

### Nebenfiguren
- Melina - ein kleines Mädchen mit rosanem Herzhemd und Pferdeschwanzfrisur
- Emma - ein kleines Mädchen mit rotem Hemd und offenen langen Haaren
- Baby Liebkos - Ein rosanes Babyglücksbärchi
- Baby Gernegroß - Ein blaues Babyglücksbärchi
- Twiessliwölkchen - Eine kleine rosane Wolke
- Bumpiwölkchen - Eine große blaue Wolke

## Deutsche Sprecher der Figuren
- Brummbärchi:  Dirk Stollberg
- Hurrabärchi:  Josephine Schmidt
- Teile-gern-Bärchi:  Jamie Lee Blank
- Uupsibärchi:  Pete Stefanov
- Sonnenscheinbärchi:  Maximilian Artajo
- Grizzle:  Gerald Paradies
- Wunschbärchi:  Mariam Kurth
- Harmoniebärchi:  Julia Stoepel
- Schmusebärchi:  Dennis Schulz
- Schraubenkopf:  Michael Bauer
- Baby Liebkos:  Alina Jonentz
- Herr Schlaumeier:  Dirk Stollberg
- Twiessliwölkchen:  Mariam Kurth

## Besonderheiten der Aussprache
Bei den Sprichwörtern heißt es  Verbärt und zugepelzt., statt Verflixt und zugenäht., und Mann, ist der brummelig. statt Mann, ist der grummelig., sowie  hummelbärig  statt  brummig.

## Produktion
Der Synchronbuchautor und -Regisseur Frank Preissler (u. a. Tara Duncan, Teen Wolf uva.) schrieb die deutschen Texte, sowie Liedtexte für diese beiden neuen Staffeln. An der Produktion der deutschen Ausstrahlung im Jahre 2009 war der KIKA beteiligt. Die Regie führte Davis Doi.

## Serienlied
Das Vorspannlied dieser Serie trägt den Titel Wir sind die Glücksbärchis in der deutschen Version und den Titel We are the Care Bears in der amerikanischen Version. Das Lied ist ein Vier-Viertel-Takt-Lied in D-Dur. In der englischsprachigen Originalversion wird dieses Lied von der Sängerin Kay Hanley gesungen. Und in der deutschen Version des Vorspannliedes war Merete Brettschneider die Sängerin.

## Ausstrahlungstermine
Die Serie wurde in 2 Staffeln mit jeweils 26 Folgen nacheinander ausgestrahlt. Zur Serie ist außerdem ein 70-minütiger Spielfilm mit dem Titel „Uppsbärchis großer Tag“ (Care Bears: Oopsy does it!) erschienen, der am 21. Juni 2009 im KIKA zum ersten Mal in Deutschland ausgestrahlt wurde.

Zum ersten Mal lief die Serie ab März 2009 im deutschen Fernsehen, weitere Ausstrahlungen folgten in den Jahren 2010 und 2011. Des Weiteren wurde die Serie in Australien im Fernsehen veröffentlicht.

## DVD-Veröffentlichung
Die komplette Serie wurde von FM Kids auf DVD herausgebracht.